# نات فرنسيس
نات فرنسيس (19 أكتوبر 1896 بنيويورك في الولايات المتحدة - 12 فبراير 1995 في الولايات المتحدة) (بالإنجليزية: Nat Holman) هو مدرب كرة سلة ولاعب كرة سلة أمريكي في مركز مدافع مسدد الهدف.

## وصلات خارجية
- نات فرنسيس على موقع كلية كرة السلة في سبورتس رفرنس.كوم (الإنجليزية)